# 2010年7月

## 7月1日
- 连接中国上海市与江苏省南京市的沪宁高速铁路通车。21世纪经济报道（页面存档备份，存于）
- 肯尼亚、坦桑尼亚、乌干达、卢旺达和布隆迪等5国组成的东非共同体正式启动东非共同市场，成员国间的商品、服务、资本和劳动力实现自由流动。新华网
- 因发动机存在缺陷，丰田在全球拟召回27万辆雷克萨斯和皇冠。凤凰网（页面存档备份，存于）
- 中国云南省曲靖市师宗县雄壁镇发生一起矿难，截至8日共造成2人死亡，17人不同程度受伤。云信网（页面存档备份，存于）

## 7月2日
- 中国吉林省舒兰市一煤矿发生矿难2死1伤。东亚经贸新闻（页面存档备份，存于）
- 美军称中国人民解放军在东海演习时运用海量导弹围攻航空母舰。环球时报-环球网（页面存档备份，存于）
- 中国国家统计局称2009年中华人民共和国GDP为340507亿元人民币，增速为9.1%，比初步核算数提高了0.4个百分点。新华网（页面存档备份，存于）
- 中国广西壮族自治区资源县中峰乡车田湾村一78岁老人因阻止工程施工被挖掘机碾死。广西新闻网（页面存档备份，存于） 新华网（页面存档备份，存于） 凤凰网首页图集（页面存档备份，存于） 南方周末（9日）
- 第64届联合国大会一致表决赞成建立一个暂名为“联合国妇女”（UN Women）的新实体，以促进两性平等和女性赋权。BBC中文网（页面存档备份，存于）
- 刚果（金）一油罐车因速度过快侧翻，造成其运输的大量燃料泄漏。村民哄抢引发爆炸，220人死亡，另外还有100多人受伤。人民网（页面存档备份，存于）

## 7月3日
- 吉尔吉斯斯坦临时政府总理奥通巴耶娃宣誓就任吉尔吉斯斯坦过渡时期总统，任期至2011年12月31日。新华网（页面存档备份，存于）
- 中国陕西省咸阳市政协承认受捐赠的122件中华民国监察院第一任院长于右任书法作品中部分在由私人保管。中国广播网（页面存档备份，存于） 《新京报》（页面存档备份，存于） 《华商报》（页面存档备份，存于）
- 中国藏族环保人士仁青桑珠被成都中级法院以煽动分裂国家罪判处有期徒刑5年，剥夺政治权利3年。BBC（页面存档备份，存于）
- 美国选手塞雷娜·威廉姆斯在2010年温布尔登网球锦标赛女单决赛中击败俄罗斯选手薇拉·兹沃纳列娃，获得冠军。新民网

## 7月4日
- 西班牙选手拉斐尔·纳达尔在2010年温布尔登网球锦标赛男单决赛中击败捷克选手托马什·贝尔迪赫，获得冠军。新华网（页面存档备份，存于）
- 中国江苏省无锡市一家公司的员工接送班车起火，导致24人死亡19人受伤。中新网 《21世纪经济报道》
- 波兰代理总统布罗尼斯瓦夫·科莫罗夫斯基於总统选举中胜出，当选波兰总统。BBC（页面存档备份，存于）
- 中国湖北省黄石市袁仓煤矿发生瓦斯爆炸，致6死2重伤。中新网（页面存档备份，存于）
- 中国福建省上杭县官方环境监测站在紫金矿业污水事故发生后，中止公布可能致癌的六价铬的水质监测数据。央视（页面存档备份，存于）
- 《重庆晨报》记者廖肥肥因网上发帖，披露重庆希尔顿酒店事件的内幕被抓，后在媒体人的集体抗议下获释。商都网 南方都市报

## 7月5日
- 中国国家食品药品监督管理局原副局长张敬礼被“双规”，并被免去国家食品药品监督管理局副局长、党组成员职务。光明网（页面存档备份，存于）

## 7月6日
- 中国福建省省会福州市一民房倒塌，数十人被埋。已救出11人，1人不治身亡。
- 中国北京市第一中级人民法院以“窃取国家机密罪”判处美籍华裔地质学家薛峰8年徒刑。 2007年，薛峰因参与向美国能源公司IHS出售中国石油行业商业数据库被中国以 “窃取国家机密”为由逮捕。解放网（页面存档备份，存于）
- 位于中国湖南省长沙市，建于清朝的太清宫因火灾化为灰烬，太清宫曾为大德昌负责人之一、太平洋百货庄老板林寿樊的公馆。潇湘晨报（页面存档备份，存于）
- 微软中国前总裁唐骏首度回应方舟子对其学位、专利等造假的质疑。广州日报（页面存档备份，存于）

## 7月7日
- 法国巴黎一家法院以洗钱罪判处巴拿马前国防军总司令曼纽尔·诺列加7年有期徒刑。新华网（页面存档备份，存于）
- 经最高人民法院核准，原重庆市司法局局长文强在重庆被执行死刑。網易
- 中国杭州萧山国际机场上空发现不明飞行物，导致机场关闭一小时。

## 7月8日
- 中国河南省平顶山市凤凰岭矿区发生煤矿地面建筑爆炸事件，造成至少6人死亡34人受伤。中国日报（页面存档备份，存于）
- 美国和俄罗斯在第三国采取冷战“一对一”方式交换间谍。人民网（页面存档备份，存于）
- 中国再查获三聚氰胺严重超标奶粉。警方称，在青海省一家乳制品厂，检测出奶粉三聚氰胺超标达500余倍，而原料来自河北等地。新华网（页面存档备份，存于） 路透中文网（页面存档备份，存于）
- 身为中国湖北省孝感市中级法院法官的上访维权者冯缤被免职。中国青年报（页面存档备份，存于）

## 7月9日
- 中国湖北省阳新县一金矿发生矿难，两名扒渣工不幸身亡。荆楚网（页面存档备份，存于）
- 中国中央电视台报道，江苏省镇江市13座宋元时期大型粮仓遗址被开发商毁掉以建设商品房。该粮仓遗址曾入围“2009年度全国十大考古”。央视网（页面存档备份，存于）广州日报（页面存档备份，存于）
- 联合国安理会以协商一致方式通过了关于天安号沉没事件的主席声明。声明提及朝鲜表示与此事件无关，并谴责导致天安号沉没的攻击，强调维护半岛及东北亚和平、稳定。新华网
- 被美国驱逐出境的10名俄罗斯间谍抵达莫斯科。BBC（页面存档备份，存于）

## 7月10日
- 澳大利亚珀斯举行仪式，重新安葬1833年因反抗英国殖民者而被杀害的土著勇士亚甘的头颅。BBC中文网（页面存档备份，存于）
- 欧洲航天局罗塞塔号太空探测器在火星和土星之间的小行星带中飞掠过小行星魯特西亞。美国之音中文网
- 西班牙加泰罗尼亚首府巴塞罗那超过100万的民众举行示威，以争取加泰罗尼亚享有更大的自治权力。环球网（页面存档备份，存于）
- 中国吉林省长春市机械电子技术学校遭到大约150名持械者打砸，还有铲车、钩车参与。全面瘫痪的校园里玻璃遍地，所有建筑的一层门窗、围栏全毁。有目击者称，前来拆学校的混混由警察指挥。中国青年报（页面存档备份，存于）

## 7月11日
- 西班牙队在南非约翰内斯堡足球城体育场举行的2010年世界杯足球赛决赛中以1:0的比分击败荷兰队，获得冠军。新华网（页面存档备份，存于）
- 太平洋南部、南美洲南部发生日食，其中太平洋南部的复活节岛等岛屿和智利、阿根廷的南部可见日全食。北青网
- 日本以民主党为首的执政联盟在国会参议院选举中失利，自民党等在野党赢得参议院超过半数的议席，从而出现朝野两派政党分别控制众参两院的扭曲国会状况。新华网（页面存档备份，存于）
- 中国重庆市受本次强降雨和洪水影响，已致170万人受灾，14人死亡。新华网
- 烏干達首都坎帕拉市郊的两个公共场所发起两起炸弹爆炸事件，造成在场聚集观看南非世界杯决赛电视直播的球迷78人死亡。英國廣播公司（页面存档备份，存于）新华网（页面存档备份，存于）
- 中国贵州省遵义市习水县温水镇星文煤矿发生一起瓦斯爆炸事故，造成4人死亡。被救出的14人中，受伤且没有生命危险的有13人。新华网（页面存档备份，存于）

## 7月12日
- 连日暴雨造成中国湖北省因灾死亡21人，直接经济损失47.4亿元。东方网
- 中国安徽省大沙河堤出现严重崩塌险情，决口最大达160米。本次暴雨造成全省因灾死亡2人。市场星报（页面存档备份，存于）
- 国际刑事法庭对苏丹总统巴希尔发出新的逮捕令，对他提出三项和达尔富尔问题有关的种族灭绝罪指控。美國之音
- 瑞士联邦司法和警察部长艾維琳·威德默-施倫普夫宣布拒绝美国提出的引渡被控诱奸未成年少女的法国导演罗曼·波兰斯基的要求。新浪（页面存档备份，存于）

## 7月13日
- 中国云南省巧家县洪涝灾害已造成19人死亡、26人失踪，40多人受伤。腾讯（页面存档备份，存于）
- 中国安徽省池州市贵池区突发山洪，5万余人受困。新华网（页面存档备份，存于）
- 中国四川省叙永县发生山体滑坡致6人死亡；湖南省花垣县山体滑坡致6人死亡。中国新闻网 潇湘晨报滚动新闻
- 绿坝·花季护航北京项目组因缺乏经费遭遣散，网站更新、软件下载和客服支持等停滞。京华时报（页面存档备份，存于） 中国之声（页面存档备份，存于）硅谷动力
- 台风康森在菲律宾沿岸登陆，造成至少23人死亡，59人失踪。新华网 Archive.today的存檔，存档日期2013-04-28

## 7月14日
- 中国四川省内江市发生一起预防性服药导致群体中毒事件，四川省内江市第一人民医已为此收治133名患者，其中1名儿童死亡。新华网（页面存档备份，存于）
- 中国社科院世界社保研究中心主任郑秉文日前透露，目前中国养老金“空账”规模约1.3万亿元人民币。新京报 腾讯（页面存档备份，存于）
- 中国北京地铁施工事故导致2人死亡8人受伤。中国雅虎
- 中国湖北省仙桃市郭河镇百胜村四组发生一起房屋地陷事故，3间瓦房和一水塘消失，一人失踪。汉网-武汉晨报（页面存档备份，存于）
- 中国云南省大理白族自治州鹤庆县医疗部门对村民的健康体检，查出14岁以下疑似血铅超标儿童39人。中新网

## 7月15日
- 阿根廷參議院以33票贊成、27票反對，通過承认同性婚姻合法的法案，使之成為全球第十個、拉丁美洲第一個承認同性婚姻的國家。號角報（页面存档备份，存于）
- 中国互联网络信息中心发布第26次中国互联网络发展状况统计报告，称中国网民规模升至4.2亿；中国网站数下降13.7%，下降比例高于全球平均水平。中新网 中新网
- 14日21时至15日15时，中国四川省乐山市犍为县累计发生45次地震，其中有感地震10次，最大为里氏3.9级地震。地震导致106间农房倒塌，受损1836间。腾讯（页面存档备份，存于）腾讯（页面存档备份，存于）
- 英国石油公司宣布已用新的控油装置成功罩住墨西哥湾深水地平线钻井平台的水下漏油点，已不再发生原油泄漏。新华网（页面存档备份，存于）
- 美国投资银行高盛集团同意支付5.5亿美元罚款，以和美国证券交易委员会就民事欺诈指控达成和解。新华网
- 中国陕西省国土厅败诉后藐视法院判决，引发群体性械斗，械斗造成87人受伤。经济参考报等（页面存档备份，存于）

## 7月16日
- 中国辽宁省大连市新港的输油管线发生爆炸，造成50平方公里海面污染。新华网（页面存档备份，存于）腾讯（页面存档备份，存于）

## 7月17日
- 台风康森在中国海南省三亚市亚龙湾登陆，造成至少2人死亡。新华网（页面存档备份，存于）
- 中国陕西省韩城市桑树平镇小南沟煤矿发生矿难，造成28名矿工遇难。新华网（页面存档备份，存于）
- 中国河南省汝州市蟒川乡新岭煤矿发生矿难，造成8人死亡。中新网中新网
- 中国辽宁省南票煤电股份有限公司大窑沟煤矿发生一起瓦斯爆炸事故，造成4人死亡，13人受伤。新华网（页面存档备份，存于）
- 中国科学院力学研究所试验基地的实验室、库房，和看守人员房间遭强拆，不少实验设备被毁坏，在此看守的退休职工、实验助理的私人物品也被埋在废墟里。新京报
- 两周前因污水渗漏引发重大环境事件的紫金矿业公司，再次发生渗漏事故，所幸在8个多小时后被基本堵截。中国青年报（页面存档备份，存于）

## 7月18日
- 一辆从中国四川省阿坝藏族羌族自治州马尔康县出发的长途客车，在途经甘孜藏族自治州丹巴县境内时不幸坠入山崖，至少导致23人死亡。新华网
- 中国湖南省郴州市北湖区鲁塘镇一煤矿地面发生爆炸，造成至少2人死亡。新华网（页面存档备份，存于）
- 中国甘肃省酒泉市金塔县一煤矿发生一起透水事故，已寻获2名被困井下人员的遗体，其余的11人仍生死不明。新华网（页面存档备份，存于）
- 中国辽宁省大连市输油管爆炸污染海域面积扩至近百平方公里。海面浮油最厚达1米。中国之声（页面存档备份，存于）新京报（19日）
- 中华民国司法院长赖英照因法官涉贪向总统马英九辞职。中新网
- 中国广东省惠州市龙门县千余官员开始修炼廉洁自律保健操以“在思想源头上做好自我防腐的准备”。羊城晚报 湖南红网
- 《人民日报》称内蒙古草原沙漠化严重，呼伦贝尔七大河流已经全部断流。人民日报
- 中国陕西省岚皋县境内因持续强降雨引发多起山体滑坡及泥石流灾害。已知其中一起为四季乡木竹村的山体滑坡，致使9户房屋被掩埋，20人失踪（目前已发现3人遇难,其余失踪人员生还希望渺茫。），具体受灾情况尚在统计中。新华网 新华网（20时）
- 中国陕西省安康市本次强降雨已经造成8人死亡，57人失踪，失踪者生还希望渺茫。华商报（页面存档备份，存于）
- 中国四川省广安市老城区将全面被淹。中广网
- 中国四川省省政府应急管理办公室称15日8时以来的强降雨已经造成30人死亡，32人失踪，直接经济损失近83亿元人民币。18日晚到19日白天主雨区仍有小到中雨。中新社
- 中国广东省广州市单双号限行令生效，警方9小时罚款逾一百万元人民币。被罚者多为外地车主。广州日报
- 第18届世界艾滋病大会在维也纳国际会展中心开幕。本届世界艾滋病大会的口号是“权利，就在此时此地”。新华网（页面存档备份，存于）

## 7月19日
- 美国和韩国首次举行“2+2”峰会，美国国防部长罗伯特·盖茨和国务卿希拉里·克林顿分别与韩国国防部长官金泰荣和外交通商部长官柳明桓进行会谈。BBC中文网（页面存档备份，存于）
- 截至20时,中国陕西省南部14日以来的强降雨造成的水灾，已使23个县(区)、331个乡镇、133.96万人受灾，4座县城进水，失踪及死人数上升到69人。新华网
- 近日中国湖北省一厅级官员58岁的妻子在湖北省委门前遭到6名便衣警察“惨无人道”地围殴16分钟，还被关起来。公安回应称打错了，表示不知道被打者是“这么大一个领导的夫人”。正义网 南方都市报凤凰网（页面存档备份，存于）
- 中国安徽省防汛抗旱指挥部称安徽省这次入汛以来的洪水毁水利工程1.29万处。新华网
- 中国辽宁省大连市受污染海域扩大到430平方公里，清污依靠“土办法”进行。新京报
- 中国中央电视台称大连污染海域预计5天（7月24日）完成清理。中央电视台（页面存档备份，存于）

## 7月20日
- 著名水利专家、中国工程院院士沈国舫日前表示，水土流失是中国洪涝灾害频发的元凶，水土流失导致江河湖库淤积，加剧洪涝灾害，对防洪安全构成巨大威胁。人民日报
- 截止20日7时，中国陕西省南部这次水灾已致37人死亡97人失踪。新华网
- 中国辽宁省大连市消防队员张良清理输油管道爆炸产生的油污时因不幸被海浪吞没而生亡。新华网（页面存档备份，存于）
- 中国大陆官媒《环球时报》称Google和Facebook遭到多国封杀，各国纷纷修改法律加强网络监管。环球时报（页面存档备份，存于）
- 中国广电总局发文规定证券类节目不得对具体证券格涨跌，或者市场走势做出确定性判断。新华社（页面存档备份，存于）
- 中国大陆媒体刊发《长江水利委：不能把希望都寄托在三峡大坝上》的文章。文章内容来源于中国中央电视台7月19日的《新闻1+1》节目。节目中转述长江水利委主任蔡其华的观点，称“不能把[长江防洪的]全部的希望都寄托到三峡大坝上”，引发三峡大坝防洪能力报导争议。

## 7月21日
- 中国十余省份在近日公布2010年上半年地方GDP增速，所有已经公布的省市GDP增速均超11.1%的全国平均值，最高者达18%。华龙网
- 中国湖南省长沙市一辆从黄花国际机场驶出的大巴遭人纵火，造成至少2人死亡，10人受伤。网易新华网
- 在1989年罗马尼亚革命中被处死的罗马尼亚前总统尼古拉·齐奥塞斯库及其夫人埃列娜·齐奥塞斯库的遗骨被从墓穴中挖出，以用DNA鉴定来确认身份。环球网（页面存档备份，存于）
- 一个国际研究小组利用位于智利的欧洲南方天文台超大望远镜和哈勃太空望远镜发现了迄今质量最大的恒星R136a1，它是太阳质量的265倍。新华网（页面存档备份，存于）

## 7月22日
- 联合国国际法院裁决，科索沃在2008年单方面宣布从塞尔维亚独立一事符合国际法。人民网（页面存档备份，存于）
- 台风灿都在中国广东省吴川市登陆，造成至少2人死亡，135.6万人受灾。新华网 Archive.today的存檔，存档日期2013-04-28
- 委内瑞拉总统乌戈·查韦斯宣布断绝同邻国哥伦比亚的外交关系。此前，哥伦比亚谴责委内瑞拉窝藏哥伦比亚反政府武装的头目。新华网（页面存档备份，存于）
- 截止12时，中国陕西省南部洪灾因灾死亡人数已经升至73人，失踪达121人。伤亡情况已经超过当地汶川地震。华商报
- 中国陕西省安康市东关村遭泥石流突袭，194人死亡失踪。网易图片（页面存档备份，存于）

## 7月23日
- 中国国家安全监管总局和公安部通报称初步查明中国大连输油管道爆炸系中石油下属公司造成的。中新网（页面存档备份，存于）
- 中国科学院力学研究所发表声明，沉痛和愤怒地正式宣告，中国第一个火箭研究与试验基地——钱学森亲自选址和创建的怀柔基地，因再次遭强拆而毁，实验室被夷为平地。宣告称，众多历史性文物、国家973项目试验装备、国防重大科研任务的仪器装置和备件等被当成“垃圾”清除，一批国家级重大科研任务被迫停滞。值守该试验基地的工作人员深受刺激，已入院治疗。中国科学院力学研究所（页面存档备份，存于）
- 中国维族知识分子海莱提·尼亚孜（Gheyret Niyaz）被乌鲁木齐法院以危害国家安全罪，判处有期徒刑15年。路透社（页面存档备份，存于）
- 英国国防技术企业凯奈蒂克公司制造的超轻型太阳能无人飞行器“泽弗”连续飞行两星期后安全降落，从而打破太阳能无人飞行器单次飞行时间最长的世界纪录。新浪（页面存档备份，存于）
- 7月19日—7月23日-漢光演習兵棋推演正式展開。BBC中文（页面存档备份，存于）

## 7月24日
- 中国贵州省遵义一农户家地面喷血，专家称是自然现象。
- 中国河南省栾川县潭头镇汤营伊河大桥发生整体垮塌事故，造成至少50人死亡。大河报、中央电视台 新京报 中新社 BBC（页面存档备份，存于）
- 在德国杜伊斯堡举行的爱的大游行电子音乐狂欢节发生踩踏事件，造成至少20人死亡，510人受伤。新华网（页面存档备份，存于）

## 7月25日
- 西班牙选手阿尔伯托·康塔多获得2010年环法自行车赛的总冠军，这是他第三次获得环法自行车赛的总冠军。新民网
- 韩国与美国开始在韩国东部海域（日本海）举行为期4天的联合军事演习，韩美参加演习的兵力为8000多人。新华网（页面存档备份，存于）
- 美国Wikileaks网站通过英国《卫报》、德国《明镜》和美国《纽约时报》公布了92,000份美军有关阿富汗战争的军事机密文件。华尔街日报
- 中国卫生部首次承认碘摄入过量危害健康，称安徽等5省区食盐碘过量，拟降低食盐碘含量。新文化报

## 7月26日
- 柬埔寨法院特别法庭以战争罪、反人类罪、酷刑和谋杀罪判处红色高棉统治柬埔寨期间S-21监狱的监狱长康克由35年监禁。新华网（页面存档备份，存于）
- 中国四川省雅安市汉源县万工乡双合村一组万工集镇后背山因持续暴雨又暴晴发生山体滑坡，截至27日16时30分，有92户房屋受损、20人失踪。新华社（页面存档备份，存于） BBC（页面存档备份，存于）

## 7月27日
- 中国《经济观察报》记者仇子明因报道上市公司凯恩公司关联交易内幕，遭到该公司所在地警方网上通缉。报社高层称报道证据扎实，在报纸拒绝该公司危机公关后不久，记者便遭到全国通缉。南方网 腾讯今日话题（页面存档备份，存于）
- 中国浙江省杭州市某公司的财务总监瓮安余因在BBS上转发《经济观察报》仇子明的稿件被通缉记者的警方带走。新京报

## 7月28日
- 中国江苏省南京市栖霞区一家已停产的塑料化工厂发生可燃气体爆炸事件，全城有震感，造成至少12人死亡，300多人受伤。网易（页面存档备份，存于） 广东电视台（页面存档备份，存于）
- 从巴基斯坦卡拉奇起飞的蓝色航空202号班机在伊斯兰堡附近的默尔加拉山坠毁，机上147人全部遇难。新华网（页面存档备份，存于）
- 中国北京市昌平区100个村庄也将封闭管理，建围墙设岗亭。此前大兴区此举被指为“封村”。新京报 腾讯今日话题（页面存档备份，存于）
- 中国吉林省吉林市永吉县的一化工厂三千只化工原料桶和四千只空桶流入松花江，有化工原料桶被拍到在江面上发生爆炸。凤凰卫视（页面存档备份，存于）
- 中国铁道部总经济师余邦利介绍，6000公里的高铁需要投资超过8000亿元人民币，计算结果显示中国每公里高铁建设需要约1.3亿元人民币。京华时报
- 中国广东省广州市官方否认“推普废粤”，表示公安机关将严惩造谣者，目前警方已经行政拘留1人。中国新闻网
- 西班牙加泰罗尼亚地方议会通过议案，决定从2012年1月1日开始禁止在该地区举行斗牛活动，从而使该地区成为西班牙本土首个禁止斗牛的地区。新华网（页面存档备份，存于）
- 第八届中德人权对话在柏林开始举行，主题为死刑和人权问题。德国之声（页面存档备份，存于）
- 第64届联合国大会以122票赞成、0票反对和41票弃权的表决结果通过一项决议，宣布享有安全和清洁饮水和卫生设施是人类必不可少的一项人权。新华网 Archive.today的存檔，存档日期2013-04-29
- 中国《国家中长期教育改革和发展规划纲要（2010－2020年）》公布，提出在2020年普及高中教育以及学前一年教育。京华时报
- 中国广东省东莞市闹市出现中度毒性的含氯有机气体泄漏，有倾倒痕迹。广州日报

## 7月29日
- 韩国国务总理郑云灿在政府中央办公大楼举行记者会，宣布辞去国务总理职务。新华网（页面存档备份，存于）
- 川藏公路一座76米长桥梁发生彻底垮塌。新华网

## 7月30日
- 中国湖南省长沙市芙蓉区国税局东屯渡税务分局遭人为制造爆炸，已致4死19伤。湖南红网
- 官媒《中国日报》报道：美媒称谷歌与美国中情局联手监控互联网。中国日报网站环球在线网
- 官媒《人民网》报道：日本普及过滤软件，确保未成年人上网安全。称日本警局职员监控互联网。人民网（页面存档备份，存于）
- 中国《华夏时报》华南新闻中心女记者陈小瑛遭受重殴，疑为上市公司打击报复。凤凰网财经（页面存档备份，存于）

## 7月31日
- 中国山西省临汾市翼城县一个煤矿地面发生炸药爆炸，10余间职工宿舍被毁，17人死亡，104受伤，其中至少7人重伤。或有前来探亲的儿童被殃及。中新网 新华网
- 中国男子许霆，曾因自动取款机故障而取出超过账户余额的17.5万元人民币而被判处无期徒刑，今天获得假释。许霆表示，“感谢监狱，感谢法院”。广州日报
- 中国福建省莆田市境内的莆永高速公路一工地发生爆炸，造成4人死亡。中新网
- 中国湖北省“打错门”（负责湖北省委的信访专班便衣警察将厅级官员夫人当成信访人员，6人将其错打16分钟）公安局政委被免职，局长被令书面检讨。新华网 南方都市报
- 中国黑龙江省鸡西市恒鑫源煤矿发生一起透水事故，24人被困井下。东北网（页面存档备份，存于）
- 中国登封“天地之中”历史建筑群在巴西利亚举行的第34届世界遗产大会上，经联合国教科文组织世界遗产委员会批准，被正式列入《世界遗产名录》。馬紹爾群島的比基尼環礁亦成為該國第一個世界遺產。新华网（页面存档备份，存于）
- 美國前總統克林頓及現任國務卿希拉莉的獨生女切爾西於紐約嫁予梅茲文斯基。世界新聞網 新華網（页面存档备份，存于） 新浪娛樂（页面存档备份，存于）